# Tappa
Tappa fou un estat trinutari protegit a l'agència de Bhopal a l'Índia central format per 13 pobles a la pargana de Sonkach (de Gwalior) concedits el 1822 pel maharajà Daulat Rao Sindhia a Thakur Rup Singh, giràsia de Tappa. L'estat va romandre en mans de la nissaga de Rup Singh fins al 1865, quan el sobirà es va suïcidar i no va deixar hereus. L'adopció d'un parent llunyà, Takht Singh, fou aprovada pel govern de Gwalior el 1866.